# Gösleswand
Die Gösleswand ist ein 2912 m ü. A. hoher Gipfel in der Lasörlinggruppe einer Untergruppe der Venedigergruppe in Osttirol. Markant ist die Südwestwand, an deren Ende (2865 m) auch das Gipfelkreuz steht. Auf dem höchsten Punkt findet sich eine Panoramatafel, welche Auskunft über die vielen Gipfel der Umgebung gibt. Der ehemals bekannte Mineralienberg ist heute von Sammlern leergesucht.

## Anstieg
Der übliche Anstieg erfolgt auf markiertem Steig von der Rote Lenke in ca. 30 Minuten. Er wird oft im Rahmen des Lasörlinghöhenwegs auf der Etappe zwischen Lasörlinghütte und Neuer Reichenberger Hütte bestiegen.